# Кріс Бейлі
Кріс Бейлі  (англ. Chris Bailey; нар. 1989, Ред-Дір (Альберта), Канада) — канадський письменник, випускник Карлтонського університету в Оттаві, консультант з питань продуктивності, засновник проєктів, автор однойменних книг «The Productivity Project» (2016) і «Hyperfocus» (2018). Написав велику кількість статей на тему збільшення продуктивності та керування своїм часом в «The New York Times», «Lifehacker», «Fast Company», «The Huffington Post», «New York» і «TED».

## Особисте життя та освіта
Кріс Бейлі народився в місті Ред-Дір, провінція Альберта. Зростав у місті Бельвіль (Онтаріо), Канада. Вперше зацікавився продуктивністю у середній школі, прочитавши у 2001 році книгу Девіда Аллена «Getting Things Done». Пізніше переїхав до Оттави, щоб вступити в Карлтонський університет. У 2013 році закінчив Школу бізнесу Спротта.
Наразі Бейлі живе в Кінгстоні зі своєю нареченою Ардін Нордстромом.

## Проєкти

### Рік продуктивності
Після коледжу Кріс Бейлі відмовився від перспективної роботи, щоб втілити в життя свою мрію — з'ясувати, як досягнути максимально можливої продуктивності. Протягом року (з травня 2013-го) він експериментував з різноманітними прийомами підвищення продуктивності: працював по 90 годин на тиждень, влаштовував собі тригодинні «сієсти», жив у повній ізоляції 10 днів, протягом трьох місяців користувався смартфоном лише годину на день, прокидався щоранку о 5:30 та повністю відмовився від кофеїну й цукру. У своєму блозі «Рік продуктивності» (пізніше перейменований на «Життя продуктивності») він зазначив, як той чи інший спосіб вплинув на його ефективність, публікував дослідження на свою улюблену тему та інтерв'ю з такими гуру продуктивності, як Чарлз Дахігг і Девід Аллен.
Окрім цього, всі висновки, стратегії та інтерв'ю з попередніх експериментів були включені у його книгу «The Productivity Project» (укр. «Рік продуктивності. Експерименти з часом, увагою та енергією»), яку було видано у січні 2016 року видавництвом «Crown Publishing Group» («Penguin Random House»). The Globe and Mail назвали даний посібник одним із 10 кращих видань з менеджменту та бізнесу за 2016 р.
У 2019 році книгу було перекладено та опубліковано українським видавництвом «Наш Формат».

### Hyperfocus
28 серпня 2018 року було опубліковано другу книгу Бейлі, Hyperfocus, видавництвом Viking Press. Основою сюжету став річний дослідницький експеримент, який допоміг визначити, як люди можуть бути максимально продуктивними та наскільки це можливо у сучасному світі. Головною проблемою відволікання і не зосередженості Бейлі називає Інтернет. Також він рекомендує медитувати щодня, щоб збільшити продуктивність, та прописувати плани на кожен день, тиждень і рік.

## Переклад
- Кріс Бейлі. Рік продуктивності. Експерименти з часом, увагою та енергією / пер. Ірина Павленко. — К.: Наш Формат, ⁣2019. — ISBN 978-617-7682-60-7.